# 主与我们同在
主與我們同在（德語：Gott Mit Uns）是一個源自於聖經的國家格言，在歷史上被普魯士王國、俄羅斯帝國、以及第二與第三德意志帝國使用，瑞典在以前也曾將這段句子當作軍隊格言，特別是在三十年戰爭時期。

## 來源
《聖經·新約·馬太福音》引述《舊約·以賽亞書》7:14 先知解釋「以馬內利」（‎）的意思，就是「主與我們同在」。原文如下：
古希臘語：——Matthew 1:23, Westcott and Hort
——Matthew 1:23, 詹姆斯国王圣经
德語：——Matthew 1:23, 路德圣经
他将要生一个儿子．你要给他起名叫耶稣。因他要将自己的百姓从罪恶里救出来。这一切的事成就、是要应验主借先知所说的话；说「必有童女、怀孕生子、人要称他的名为以马内利。」以马内利翻出来、就是：神与我们同在。
後來沙俄及德國也使用這個格言，象徵神是皇帝，可能令人聯想起帝國及納粹，其使用时间非常久远。统治者们通过这句格言收拢人心，鼓舞士气，使他们按照统治者的意愿参加战斗并取得胜利，并以此壮大国家。

## 使用

### 羅馬帝國
拉丁文版本的「Nobiscum Deus」以及古希臘文版的「Μεθ᾽ ἡμῶν ὁ Θεός」都曾被用做是羅馬帝國以及後來的東羅馬帝國的軍事口號。

### 德國

德意志皇帝紋章，四周寫著「主与我们同在」

寫有「主與我們同在」格言的俄羅斯帝國國徽

首次在德語區域使用「Gott Mit Uns」這個格言的是条顿骑士团，在三十年战争期间，勃兰登堡选侯的军队也使用了这句话。1701年，普鲁士的腓特烈一世改变了他的勃兰登堡选侯纹章，在基座上刻上了「Gott mit uns」字样。这被后来的普魯士、德意志帝國以及納粹德國也繼承，這個格言常見於鐵十字勳章及部分勳章。在第一次和第二次世界大战期间，德国士兵的腰带上镌刻了这一座右铭。战后的1962年，该铭文被联邦德国的座右铭团结、权利和自由（Einigkeit, Recht, Freiheit）所取代。

1871年的德国国徽
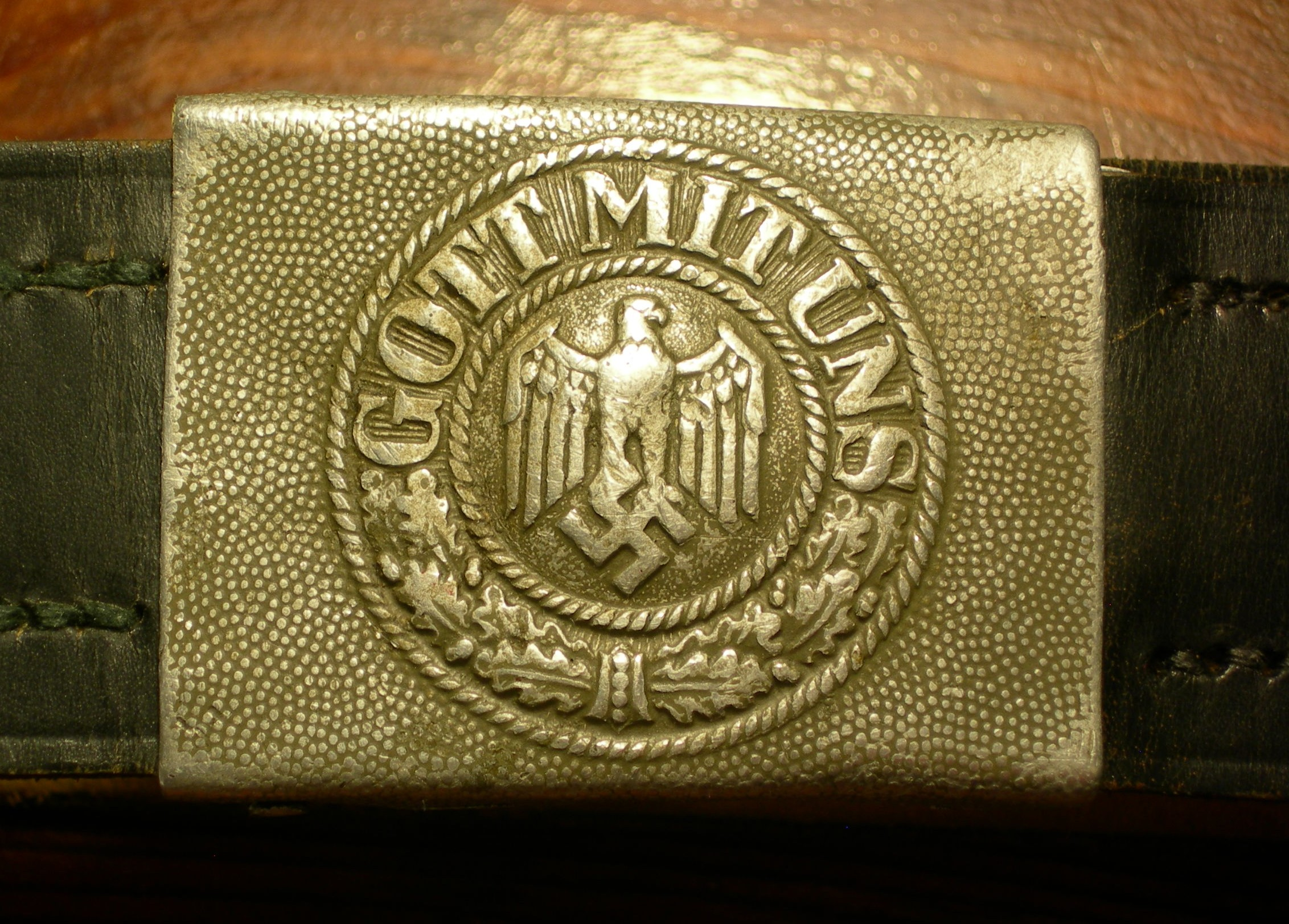
第二次世界大戰時期德國士兵的腰帶扣環
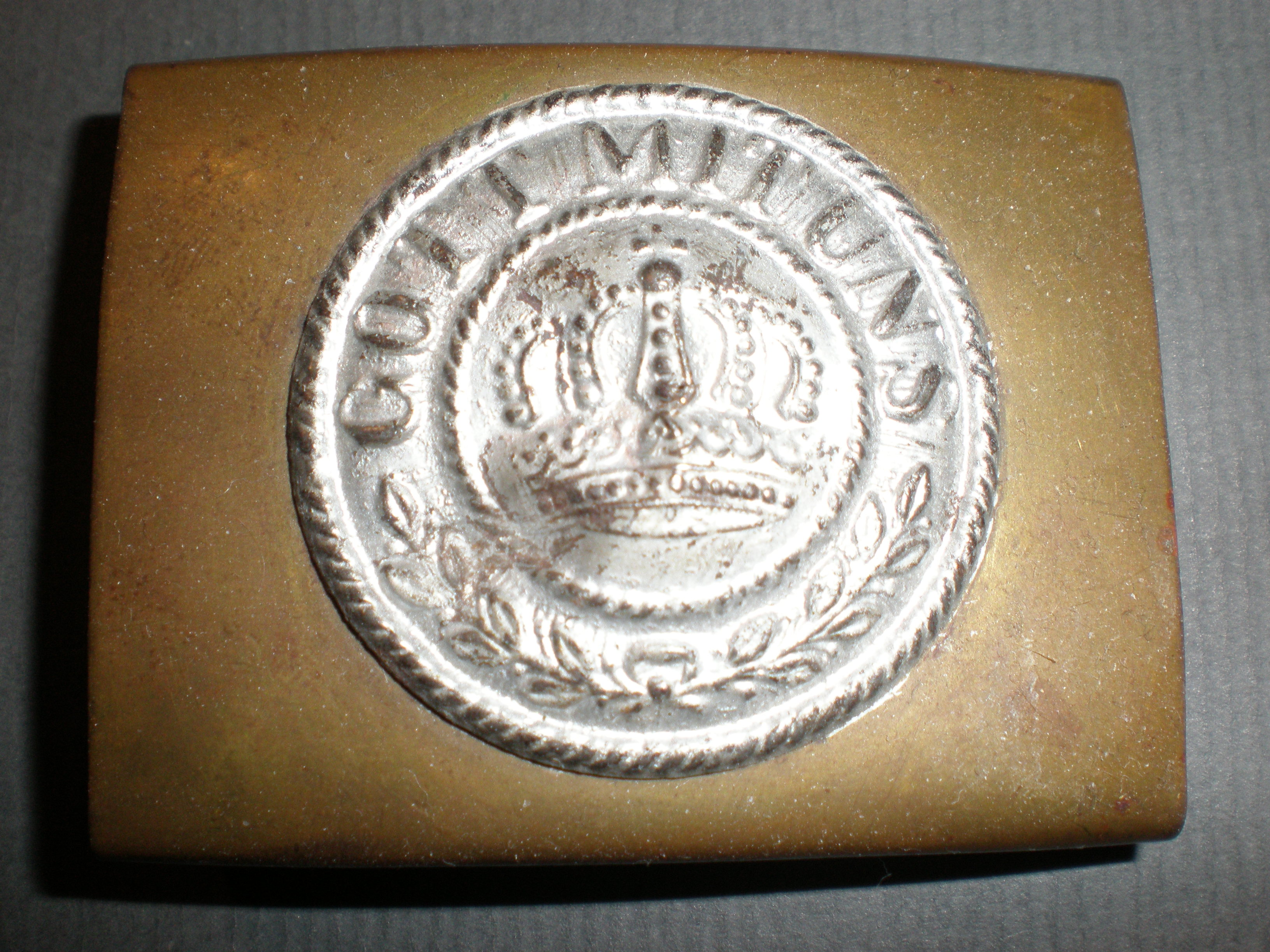
第一次世界大戰時期普魯士王國士兵的腰帶扣環
1933年至1935年間的普魯士紋章
1709年腓特烈一世的紋章

### 俄羅斯
俄语：，拼法改革前：Съ нами Богъ，也被俄羅斯帝國用作國家格言，而現今的俄羅斯也曾半官方的在某些軍隊上使用。

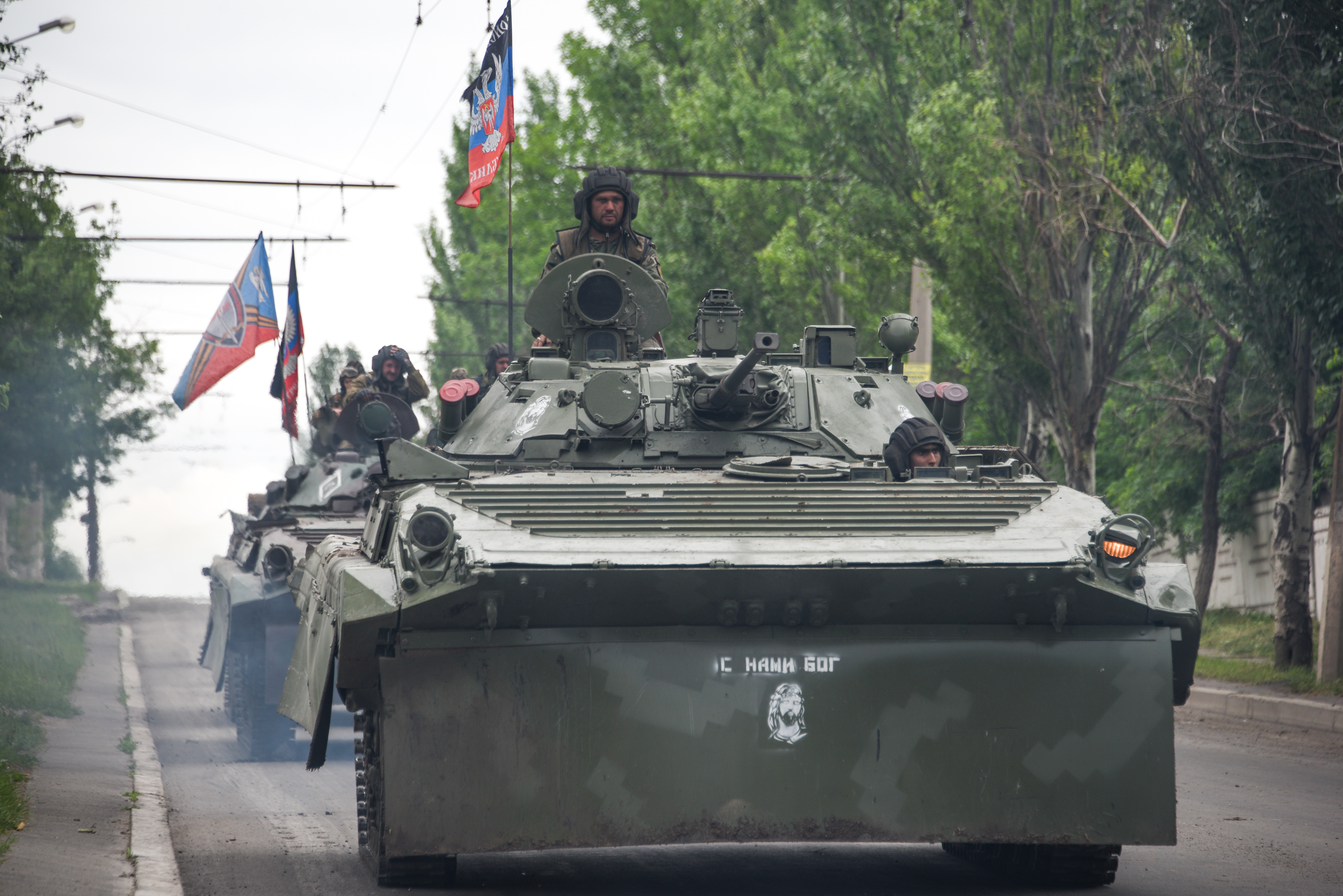
2015年頓涅茨克的俄羅斯軍隊，坦克前寫著С нами Бог

### 烏克蘭
烏克蘭語：，現今烏克蘭的某些軍團也使用該格言當作軍團標語。如：顿巴斯营、艾达尔营。

寫有З нами Бог的艾达尔营臂章

### 荷蘭
荷蘭曾在硬幣上刻上相同意思的荷蘭語格言：「God zij met ons」，而現今的荷蘭2歐元硬幣上也有刻有同樣的格言。

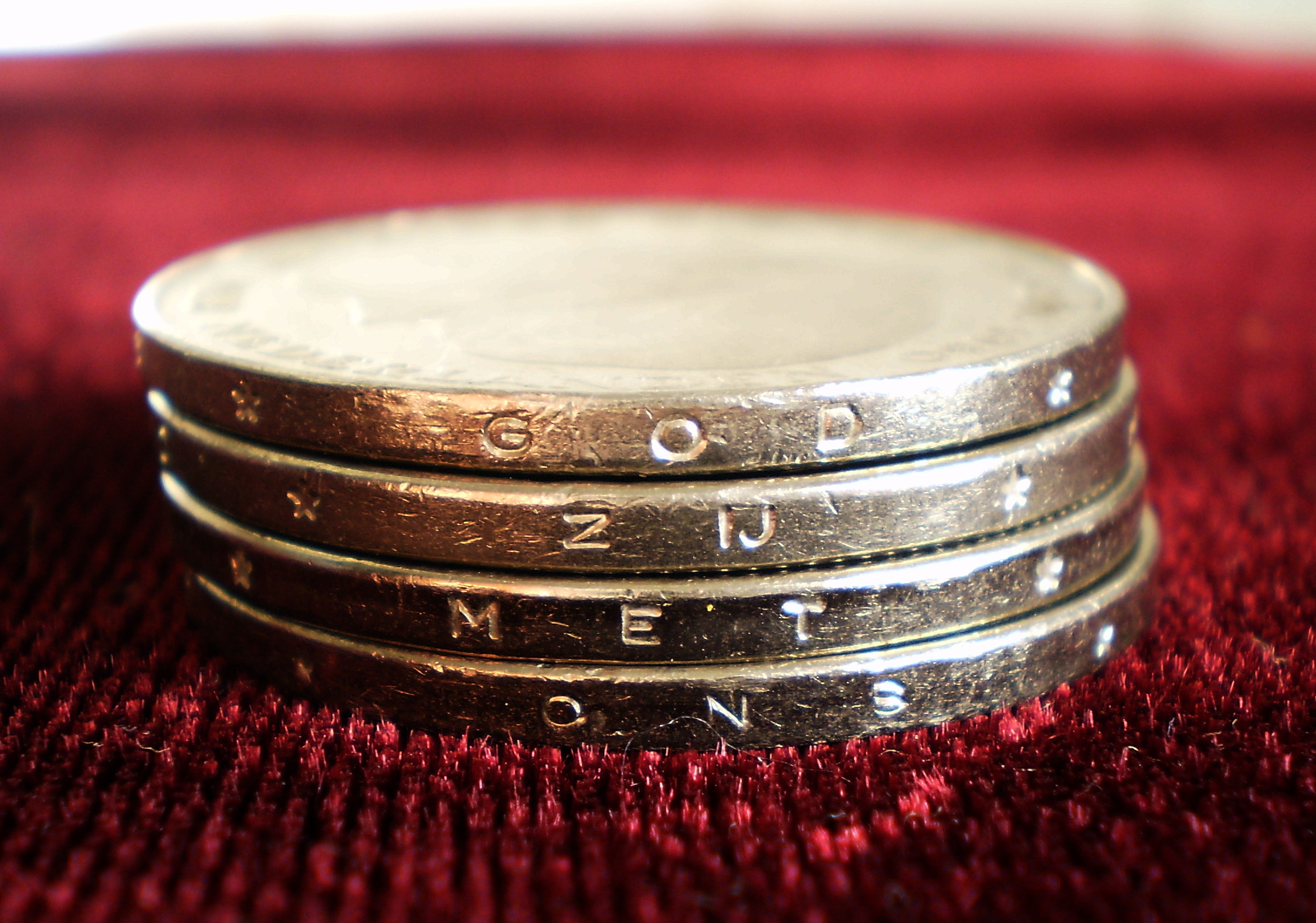
邊緣刻有「God zij met ons」的荷蘭銀幣